# Splash Splash Love
Splash Splash Love (en hangul, 퐁당퐁당 LOVE; romanización revisada, Pongdang Pongdang LOVE) es una serie de televisión de Corea del Sur protagonizada por Kim Seul-gi y Yoon Doo-joon. Inicialmente se emitió en la plataforma web Naver TV Cast en un formato de 10 episodios. Luego se transmitió por MBC el 13 y el 20 de diciembre de 2015 en dos episodios de 60 minutos.
La serie se emitió dos años después de que la popular novela Moonlight Drawn by Clouds fuera publicada en Naver en 2013. Al igual que Splash Splash Love, Moonlight trata sobre la historia de un amor entre un eunuco travestido y un monarca. La novela es la obra original de la que se adaptó el drama Love in the Moonlight (2016).

## Trama
Danbi es un estudiante de secundaria que toma el Test de Aptitud Escolar Universitaria (CSAT). Sin embargo, no es buena en matemáticas y se mostró reacia a realizar el examen. El día del examen, decide huir y pasar por un patio de recreo, deseando desaparecer cuando escuchó algo en un charco de agua cercano. Como ella tiene la capacidad de viajar a través del espacio-tiempo, dio un salto de fe y saltó al charco de agua, entró en la era Joseon .
En Joseon, la confunden con un eunuco y, al servir en el palacio, se convierte en la confidente del rey Lee Do. Danbi descubre que en la dinastía Joseon, su nivel de matemáticas y ciencias en la escuela secundaria la convierte en la científica más grande de todo el Reino. Ella se enamora del Rey, y lo inspira en su reforma del país.
Sin embargo, temiendo por sus propios privilegios, Danbi se convierte en el objetivo de los cortesanos tradicionalistas que buscan su muerte. Teniendo en cuenta el salvar tanto al Rey como a la Reina, Danbi se hace amigo de la Reina que, para permitir que el Rey y Danbi estén juntos, ayuda a que Danbi se convierta en una consorte real. Cuando le es presentada a Queen Dowager, la cual se ve como su propia madre, Danbi se pone nostálgica y, por lo tanto, decide volver a su época. Lee acepta su decisión y se van, rumbo a la playa, donde comparten un apasionado adiós antes de que Danbi desaparezca por el portal en el agua. Cuando ella desaparece, Lee jura que la volverá a encontrar, sin importar cuánto tiempo lleve.
Volviendo al presente, Danbi un día ve a un cantante en la en una televisión en su trabajo, y se sorprende de que la artista sea una copia viviente del guardaespaldas del Rey.  cantante declara una canción de amor y canta sobre un "toque de amor" (en inglés "splash of love), cuando de repente comienza a llover afuera.
Afuera, en la calle, Danbi ve un charco de agua y considera seriamente entrar en ella, regresar con Lee, cuando de repente se le acerca un hombre que sostiene en silencio un paraguas sobre su cabeza. Ella mira hacia arriba y se da cuenta de que él es el rey, la copia viviente de Lee, y se quedan en silencio mirándose a los ojos durante un largo rato antes de que él rompa el silencio diciéndole que se han conocido antes, "hace mucho tiempo", agrega, y al espectador se le muestra un flashback de una ocasión anterior en un autobús donde Danbi dejó caer sus cosas al suelo y él la ayudó a recogerlas. Está fuertemente implícito que él es la reencarnación de Lee, quien finalmente ha encontrado su amor de nuevo tal como juró que lo haría hace tantos años.

## Elenco

### Personajes Principales
- Kim Seul-gi como Jang Dan-bi / Jang Yeong-sil
- Yoon Doo-joon como Yi Do[7]

### Personajes Secundarios
- Jin Ki-joo como So-heon (amiga de Dan-bi) / Reina Soheon del clan Cheongsong Shim
- Ahn Hyo-seop como Park Yeon / Che Ah-jin
- Ko Kyu-pil como el profesor de matemáticas de Dan-bi / Head Eunuch
- Lee Kwang-se
- Kim Soo Hyun
- Uhm Hye-jung
- Lee Jae-joon
- Kang Hyun
- Yoon Seok-ho como Seok (hermano menor de Park Yeon)

### Cameo
- Kim Kap-soo como Hwang Hui
- Jung Kyu Soo como Shim On
- Im Ye-jin como la madre de Dan-bi / reina viuda Hudeok del clan Yeoheung Min
- Lee Dae-yeon como Choe Man-ri

## Subtítulo para cada episodio
| Episodio    | Fecha                   | Subtítulo                        | Duración |
| ----------- | ----------------------- | -------------------------------- | -------- |
| Episode 1   | 10 de diciembre de 2015 | The sweet rain falling on Joseon | 13:35    |
| Episode 2   | 11 de diciembre de 2015 | Useful Gosam                     | 14:10    |
| Episodio 3  | 12 de diciembre de 2015 | I hate Gosam                     | 18:37    |
| Episode 4   | 13 de diciembre de 2015 | Gosam is in my heart             | 11:02    |
| Episode 5   | 14 de diciembre de 2015 | Don't go, Gosam                  | 18:59    |
| Episode 6   | 17 de diciembre de 2015 | Gosam embracing the Sun          | 11:49    |
| Episodio 7  | 18 de diciembre de 2015 | Don't cry Gosam                  | 16:55    |
| Episodio 8  | 19 de diciembre de 2015 | Gosam is a woman                 | 14:53    |
| Episodio 9  | 20 de diciembre de 2015 | You are my dream                 | 8:52     |
| Episodio 10 | 21 de diciembre de 2015 | Good luck, Danbi                 | 24:03    |

## Bandas sonoras
| N.º | Título                               | Artists                        | Duración |  |
| 1.  | «Fondant to You»                     | Kim Hyung Joong                | 3:15     |  |
| 2.  | «Don't Go»                           | Jung Ji-chan (One More Chance) | 3:45     |  |
| 3.  | «Fondant to You» (Violin Intro Ver.) | Remi                           | 3:29     |  |
| 4.  | «Fondant to You» (Violin Intro Ver.) | Kim Hyung-joong                | 3:31     |  |

## Calificaciones
| Episodio | Fecha                   | TNmS (%)          | AGB Nielsen (%)   |
| Episodio | Fecha                   | A escala nacional | A escala nacional |
| -------- | ----------------------- | ----------------- | ----------------- |
| 1        | 13 de diciembre de 2015 | 3,5               | 3.3               |
| 2        | 20 de diciembre de 2015 | 3,0               | 2.5               |

## Premios y nominaciones
| Año  | Nominadores                           | Categoría                                  | Resultado |
| ---- | ------------------------------------- | ------------------------------------------ | --------- |
| 2016 | 11th Seoul International Drama Awards | Mejor actriz                               | Nominado  |
| 2016 | 11th Seoul International Drama Awards | Mejor guionista                            | Nominado  |
| 2016 | 11th Seoul International Drama Awards | Mejor Película de televisión               | Nominado  |
| 2016 | 44th International Emmy Awards        | Mejor película para televisión / miniserie | Nominado  |